# Rie Warmerdam
Maartje (Rie) Warmerdam-Bakker (Zaandam, 8 juni 1920 – aldaar, 16 mei 2009) was een Nederlandse kinderboeken- en detectiveschrijfster. Tot haar bekendste werk behoort de vijfdelige serie Engelientje.

## Biografie
Rie Warmerdam werd geboren als Maartje Bakker, de dochter van Christiaan Christoffel Bakker en Jansje Plooijer. Ze was de oudere zus van Marcus Bakker en Chris Bakker. Haar vader was boekhouder van het slachthuis in Zaandam. Ze volgde haar verpleegkundige opleiding in het Rode Kruis Ziekenhuis (Beverwijk). Op 5 januari 1944 trouwde ze met Jan Warmerdam (Haarlem, 2 april 1920 - Zaandam, 7 juni 2000), die na de oorlog wethouder van Sociale Zaken (CPN) in de Zaanstreek werd. Van 1976 tot 1986 was Jan conservator van het Museum van het Nederlandse Uurwerk op de Zaanse Schans, waar ze toen ook woonden. Ze kregen samen vier kinderen. Ze was de grootmoeder van wielrenner Reinier Honig.

## Werk
Rie Warmerdam debuteerde in 1963 met het kinderboek Rumoer in Egmond aan Zee bij Uitgeverij Kluitman uit Alkmaar. Daarna volgden Een schoolreisje met verrassingen en de Engelientje-reeks. Die boeken waren geïllustreerd door Rudy van Giffen. Voor volwassenen schreef ze de oorlogsthriller Blauwe druifjes op een graf (1969) en de zwartkomische detective De buren van de overkant. In 2001 werd in het Molenmuseum (Koog aan de Zaan) een overzichtstentoonstelling gewijd aan Zaanse kinderboekenschrijvers. Daar stonden de 'grote vier' centraal (Cornelis Johannes Kieviet, Cor Bruijn, Dick Laan en Hotze de Roos) maar werd ook aandacht besteed aan andere Zaanse kinderboekenschrijvers, waaronder Warmerdam.